# Wacława Komarnicka
Wacława Komarnicka (ur. 29 czerwca 1912, zm. 6 sierpnia 1984 w Warszawie) – polska tłumaczka z języka angielskiego.
W roku 1967 otrzymała Nagrodę Polskiego PEN Clubu za pracę translatorską.

## Wybór przekładów
- John Berger   –  G.
- Frances Hodgson Burnett – Mała księżniczka
- Agatha Christie – Morderstwo na plebanii
- Wilkie Collins – Kamień Księżycowy
- Charles Dickens – Mała Dorrit
- John Fowles – Kochanica Francuza
- Washington Irving – Legenda o Sennej Kotlinie
- Daphne du Maurier – Oberża na pustkowiu
- Mazo de la Roche – Pan na Jalnie, Żniwa Whiteoaków
- Booth Tarkington – Siedemnastolatek
- John Wyndham – Dzień tryfidów